# ネーデルラント継承戦争
ネーデルラント継承戦争（ネーデルラントけいしょうせんそう、フランス語: Guerre de Dévolution, スペイン語: Guerra de Devolución）は、1667年から1668年にかけて行われた、フランス王国とスペイン王国の間の戦争。フランス王ルイ14世がスペイン領ネーデルラントの継承権を主張して起こした。フランドル戦争、帰属戦争とも言う。

## 経過
現在のベルギー・ルクセンブルクに当たる南ネーデルラントは当時スペイン領であったが、1665年にスペイン王フェリペ4世の死後、ルイ14世は王妃マリー・テレーズがフェリペ4世の王女だったことから継承権を主張し、1667年5月に南ネーデルラントに侵攻した。主張の根拠は、1659年にフランスとスペインの講和条約であるピレネー条約締結でマリー・テレーズとルイ14世の結婚とスペインの持参金支払いを取り決め、マリー・テレーズがスペイン王位継承権を放棄したが、持参金が支払われていないため(というより、もともとスペインの経済力では払えないような金額を吹っかけておきながら、実際の支払は督促せずにこういう機会まで引き延ばしていた)、ルイ14世はマリー・テレーズの放棄は無効と宣言、ネーデルラントの法律でフェリペ4世と先妻の子であるマリー・テレーズが後妻の子カルロス2世より継承順位が高いとする条文を見つけ相続を主張、スペインが取り合わなかったため戦争に踏み切った。
ネーデルラントはテュレンヌが北へ進軍、フランドルとドイツ・ライン川方面にも軍勢を派遣してユミエール公、フランソワ・ド・クレキ、ヴォーバンらがネーデルラント諸都市を陥落させた。翌1668年2月にはコンデ公ルイ2世が東進してスペイン領だったフランシュ＝コンテも占領した。
この侵攻に脅威を感じたオランダが、1667年7月にイングランドとの戦争（第二次英蘭戦争）を終わらせ、指導者ヨハン・デ・ウィットがイングランド公使ウィリアム・テンプルと協力して1668年1月にスウェーデンとも三国同盟を結びフランスと対峙した。フランスはフランドルを部分的に領有したものの南ネーデルラントを確保出来ず、5月、アーヘンの和約によって講和した。フランスはシャルルロワ、バンシュ、アト、コルトレイク、ベルグ、フュルヌ、ドゥエー、トゥルネー、アウデナールデ、リールなどネーデルラントの都市を獲得したが、フランシュ＝コンテは返還、北に僅かな領土しか得られなかった。

## 影響
ルイ14世の対外戦争の端緒はこのように挫折したが、これは「太陽王」ルイ14世の華々しい覇権主義の始まりであった。しかし、ルイ14世はオランダの妨害を根に持つようになりオランダを孤立させるための外交を展開、イングランド王チャールズ2世と秘密条約を結び（ドーヴァーの密約）、スウェーデンとも仏瑞同盟を締結、神聖ローマ帝国諸侯とも同盟・中立条約を結んで1672年に仏蘭戦争を開始した。